# Königshain
Königshain (alt sòrab: Kralowski haj) és un municipi alemany que pertany a l'estat de Saxònia. Es troba a 5 km a l'oest de Görlitz. El 2022 tenia una població estimada de 1.137 habitants.